# Carl Leopold Wegenstein
Carl Leopold Wegenstein (* 1858 in Kleinhadersdorf, Kaisertum Österreich; † 1937 in Timișoara, Königreich Rumänien) war ein österreichischer Orgelbauer.

## Leben
Carl Leopold Wegenstein erlernte seinen Beruf in Wien; seine Lehrjahre führten ihn durch mehrere bekannte Orgelwerkstätten, so in Ludwigsburg (Walcker), Dresden (Jähmlich), Berlin (Dinze), Stuttgart (Weigle), Dachwig (Hickmann), Luzern (Goll), Dresden (Kaufmann), Göttingen (Giesecke) und Weikersheim (Aug. Laukhuff). 1880 ließ er sich in Timișoara nieder. Seine erste Werkstatt eröffnete er im Hause seines Schwiegervaters Josef Hromadka, zog aber bald zum Hunyadi-ut in den III. Bezirk Timișoaras, Elisabetin, um. 1887 gründete er die Erste südungarische pneumatische Orgelbauanstalt.
In der damaligen ungarischen Monarchie konkurrierte seine Firma mit den anderen beiden wichtigsten Orgelbauwerkstätten dieser Region, namentlich Otto Rieger in Budapest und József Angster in Pécs. Die Firma baute bis zum Jahr 1913 122 Orgeln, und bis 1945 wurden von der Orgelbauwerkstatt insgesamt über 300 Instrumente ausgeliefert.
Von seinen acht Kindern wurden Richard (* 10. Juni 1886, † 24. März 1970 Timișoara), Josef (* 4. März 1894, † 14. Juni 1930 Timișoara) und Viktor (* 9. Juni 1901, † 23. Okt. 1964 Timișoara) seine Nachfolger im Orgelbau. Der letzte Nachkomme der Orgelbauerfamilie, Josef Wegenstein jun., wirkte viele Jahre bei der Orgelbaufirma Aug. Laukhuff.

## Werkliste
Auswahl:
| Jahr                     | Ort                   | Gebäude                                                      | Bild | Manuale | Register | Bemerkungen                                                                 |
| ------------------------ | --------------------- | ------------------------------------------------------------ | ---- | ------- | -------- | --------------------------------------------------------------------------- |
| 1895                     | Timișoara, Iosefin    | Klosterkirche Notre Dame „Geburt der seligen Jungfrau Maria“ |      | I       | 12       |                                                                             |
| 1896                     | Timișoara, Cetate     | Katharinenkirche                                             |      | III     | 30       |                                                                             |
| 1899                     | Timișoara, Cetate     | Synagoge in der Innenstadt                                   |      | II      | 19       |                                                                             |
| 1900                     | Timișoara, Fabric     | Synagoge in der Fabrikstadt                                  |      | II      | 13       |                                                                             |
| 1900                     | Winga                 | Katholische Pfarrkirche                                      |      | II      | 30       |                                                                             |
| 1901                     | Timișoara, Fabric     | Millenniumskirche                                            |      | III     | 38       |                                                                             |
| 1903                     | Timișoara, Mehala     | Marienkirche                                                 |      | I       | 7        |                                                                             |
| 1903                     | Timișoara             | Reformierte Kirche an der Maria                              |      | I       | 6        |                                                                             |
| 1905                     | Maria Radna           | Basilika                                                     |      | II      | 25       |                                                                             |
| 1908                     | Timișoara, Cetate     | Dom zu Timișoara                                             |      | III     | 48       |                                                                             |
| 1912                     | Mönchsdorf            |                                                              |      |         |          | 1945 zerstört                                                               |
| vor dem Ersten Weltkrieg | Timișoara, Freidorf   | Pfarrkirche Heiliger Rochus                                  |      | I       | 5        |                                                                             |
| 1914                     | Großeidau             |                                                              |      |         |          | z. Z. in Mönchsdorf                                                         |
| 1930                     | Bukarest              | Kathedrale St. Josef (Bukarest)                              |      | III     | 54       | Enthält auch Pfeifen der kleineren Vorgängerorgel von Joseph Merklin (1892) |
| 1935                     | Timișoara             | Evangelische Kirche                                          |      | II      | 14       |                                                                             |
| 1939                     | Timișoara, Elisabetin | Kirche Heiliges Herz Jesu                                    |      | III     | 57       |                                                                             |